# Fort Portal
Fort Portal je město na západě Ugandy, v němž žije okolo 50 000 obyvatel. Je hlavním městem tradičního domorodého království Tóro. V roce 1893 zde Britové založili pevnost, kterou nazvali Fort Gerry a později Fort Portal podle zvláštního komisaře pro Ugandu Geralda Portala, jemuž byla ve městě odhalena socha. Město je spojeno Transafrickou dálnicí s Kampalou. V okolí se pěstuje čajovník, pro turisty je město východištěm do pohoří Ruwenzori a národního parku Kibale. Ve Fort Portal sídlí tři nemocnice a vysoké školy Uganda Pentecostal University a Mountains of the Moon University.